# Same Old Tunes
 Same Old Tunes  (que tem por título original Tiny Tunes), é o primeiro álbum lançado pelo banda de punk rock sueca Millencolin. Foi lançado em 1994 e re-lançado em 22 de setembro de 1998 (quando o rebatizaram como Same Old Tunes) em CD nos Estados Unidos.
Esse álbum foi alvo de um processo de plágio por infringir a lei de Direitos Autorais. A Warner Bros, alegando a similaridade do nome a um desenho de TV seu (Tinny Toons), forçou a banda mudar o nome do álbum, para "Same Old Tunes"¹. Nenhuma das faixas foram alteradas. Situação parecida aconteceu com Walt Disney, que obrigou a banda a trocar o nome da faixa "Disney Time" para "Diznee Time". Além disso, a Millencolin fez a "Chiquita Chaser", que imitava o logotipo de uma marca chamada Chiquita Banana. A banda teve que parar a produção das camisetas após uma ameaça de ação judicial por parte da empresa.²

## Faixas
1. "Mr. Clean" - 2:41
2. "Chiquita Chaser" - 2:40
3. "Diznee Time" - 3:41
4. "Dometic Subway" - 1:38
5. "Fazil's Friends" - 1:52
6. "Leona" - 2:21
7. "House of Blend" - 2:56
8. "Da Strike" - 3:01
9. "Mystic Reptile" - 2:45
10. "Dance Craze" - 2:01
11. "The Einstein Crew" - 2:58
12. "Take It or Leave It" - 2:43